# Louis L’Amour
Louis L’Amour (døbt: Louis Dearborn LaMoore) (22. marts 1908 – 10. juni 1988), født i Jamestown, North Dakota, USA var en amerikansk forfatter som primært skrev romaner om det vilde vesten.
Ved L’Amours død havde han fået udgivet 89 romaner, 14 noveller og fire fagbøger. Bøgerne er præget af høje idealer og dyb kærlighed til naturen.

## Udmærkelser
- 1972 – Theodore Roosevelt Rough Rider Award
- 1972 – æres-Ph.d fra Jamestown College
- 1982 – Kongressens nationale guldmedalje
- 1984 – Medal of Freedom